# عبد الله بن صدقة
عبد الله بن صدقة دحلان الحسني الهاشمي القرشي المكي المدرس في المسجد الحرام.
كان الشيخ عبد الله بن صدقة مدرسًا في المسجد الحرام كاتبًا وكان له عدة مؤلفات.

## النسب
السيد عبد الله بن صدقة دحلان: هو عبد الله بن صدقة بن زيني بن أحمد بن عثمان بن نعمة الله بن عبد الرحمن بن محمد بن عبد الله بن عثمان بن عطايا بن فارس بن مصطفى بن محمد بن أحمد بن زيني بن عبد القادر بن عبد الوهاب بن محمدبن عبد الرزاق بن أحمد بن أحمد بن محمد بن زكريا بن يحى بن محمد بن عبد القادر بن موسى بن عبد الله بن يحى بن محمد بن داود بن موسى الجون بن عبد الله المحض ابن الحسن المثنى ابن الحسن السبط بن علي بن أبي طالب والسيدة فاطمة الزهراء بنت محمد رسول الله، ﷺ.

## ولادتهٌ ونشأتهٌ و وفاتهِ
ولد السيد عبد الله بن صدقة بن زيني دحلان، سنة 1290 هـ ونشأ وتربى في حجرة عمه مفتي الشافعية آنذاك العلامة السيد أحمد بن زيني دحلان بعد وفاة والده وهو في السادسة من عمره، فلازمه حتى وفاته، وقد أحاطه عمه برعاية خاصة، ورباه تربية إسلامية بحته، وعين اماماً بالمسجد الحرام، وقد دفعته همته العالية ونفسه الأبية إلى الترحال لنفع المسلمين فأسس الكثير من المدارس في آسيا وأفريقيا، لا يزال بعضها قائم إلى الآن، وتوفي السيد عبد الله في عام 1360 هـ وهو يدعو ويجاهد في سبيل إعلاء كلمة الله.
وظائفه :
1. إماماً بالمسجد الحرام (في مقام إبراهيم)
2. مدرساً بالمسجد الحرام في حلقة باب السلام
3. رئيساً لعين زبيدة
4. مفتشاً لدوائر الحكومة
5. مؤسساً لأول مدرسة على الطراز الحديث بباب الزيا سنة 1322هـ
شيوخه : أبرزهم عمه السيد أحمد زيني دحلان مفتي الشافعية والسيد عمر شطا والسيد بكري شطا والشيخ عابد مالكي مفتي المالكية والشيخ محمد بن يوسف خياط أخذ عنه علم الفلك وبرع فيه وانتفع به طلابه وغيرهم.

## رحلاته
- رحل إلى زنجبار ومر بعدن والحج عام 1316هـ
- رحل إلى جاوا 1318هـ ومكث بها سنة وخمس شهور
- رحل إلى اندونيسيا عام 1327هـ فأسس جمعية خيرية ومدرسة لا تزال إلى الآن.
- عاد إلى مكة المكرمة عام 1330 هـ مكث بها فترة بسيطه
- رحل إلى المدينة المنورة فالشام ثم إلى مصر ثم إلى كلمبوسيلان فأسس بها مدرسة إسلامية.ثم طاف بمدن الهند فأسس بها عدة مدارس عام 1331هـ ثم رحل إلى جاوا وأسس عدة مدارس دينية.
- عاد إلى الهند فالعراق ومر بالبحرين وأسس بها مدرسة.
- ثم رحل إلى سنغافورة وأصلح خلالها مناهج المدارس وأسس مدرسة آل جنيد كما أنشأ مدارس في كل من جمبي وفلمبان ولمفون إضافة إلى تعمير المساجد.
- رحل إلى الحبشة في نهاية عام 1346هـ ومنها إلى اليمن حيث زار صنعاء وقابل الإمام يحيى حميد الدين ومكث مع علماء اليمن طيلة اقامته.
- عاد إلى مكة المكرمة وقابل الملك عبد العزيز فرحب به وأكرمه ومكث بها سبعة أشهر.
- رحل إلى مصر وادخل ابنه السيد صادق في إحدى المدارس.ثم عاد إلى مكة المكرمة ومكث بها بضعة شهور.
- رحل إلى بوقس بأندونيسيا وأسس بها عدة مدارس عام 1347هـ
- رحل إلى كلمبوسيلان 1356هـ حيث أسس بها جمعية الإصلاح الديني.
- وكانت الرحلة الأخيرة إلى قاروت عام 1356هـ حيث طابت له الإقامة بها وعكف على التأليف والتعليم والدعوة إلى الله.
وفاته :
توفي السيد عبد الله في 1360هـ في قاروت بأندونيسيا.

## ذريته
له من الذرية العديد من البنين والبنات منهم بمكة المكرمة العلامة الحافظ الفقيه السيد أحمد بن عبد الله دحلان مدرس العلوم الشرعية بالمدرسة الصولتية بمكة المكرمة، ومن ذريته السيد حسن بن أحمد دحلان والسيد محمد بن أحمد دحلان رحمهم الله، والسيد عبد الله بن أحمد دحلان، والفاضل السيد صادق بن عبد الله دحلان الذي عمل منذ عام 1353 هـ بمجلس الشورى أمينا للسر ثم عضوا بالمجلس فنائبا لرئيس المجلس الملك فيصل آن ذاك حتى نهاية عام 1413هـ, ومن ذريته السيد الدكتور ربيع بن صادق دحلان، خبير التنطيم والإدارة ومدير عام لاتصالات الغربية من عام 1398هـ إلى 1409 هـ ووكيل إمارة مكة المكرمة من عام 1409هـ إلى 1420هـ, والسيد المهندس سمير بن صادق دحلان رجل الأعمال، والسيد الدكتور عبد الله بن صادق دحلان أمين عام الغرفة التجارية والصناعية بجدة سابقاً من عام 1400هـ إلى عام 1418هـ رجل الأعمال وعضو مجلس الشـورى ومؤسس ورئيس مجلس الأمناء لكليات إدارة الأعمال وكليات الهندسة وتقنية المعلومات الأهلية، والسيد المهندس عماد بن صادق دحلان المدير السابق لإدارة التدريب والمعارض بالغرفة التجارية الصناعية بجدة ورجل الأعمال حاليا، والسيد الدكتور المهندس عمار بن صادق دحلان أستاذ التصاميم والعمارة الإسلامية ورئيس مجلس قسم الهندسة المعمارية بكلية تصاميم البيئة بجامعة الملك عبد العزيز بجدة ومستشار هيئة العمارة والتخطيط- هيئة تطويير مكة المكرمة والمدينة المنورة والمشاعر المقدسة، والسيدة الدكتورة هالة بنت صادق دحلان خبيرة التأهيل العلمي بوزارة الصحة.

## للسيد عبد الله صدقة دحلان العديد من المؤلفات منها
-إرشاد ذي الأحكام إلى واجب القضاة والحكام.
-زبدة السيرة النبوية (في 3 أجزاء).
-تحفة الطلاب في قواعد الإعراب.
-خلاصة الترياق من سموم الشقاق.
-مفتاح القرائة والكتابة ودليله.
-إرشاد الغافل إلى ما في الطريقة التيجانية من الباطل.
-فتوى في إبطال طريقة وحدة الوجود.
المراجع:
- الأعلام 1/125.
- معجم المطبوعات 990.
- نسب قريش: للإمام عبد الكريم السمعاني.
- جمهرة أنساب العرب: لأبي محمد علي بن حزم.
- اللُباب في الأنساب: لعز الدين ابن الأثير الجزري.
- معجم قبائل العرب القديمة والحديثة: لعمر كحالة.
- قلائد الجواهر: للعلامة محمد بن يحيى التّادفي الحنبلي.
- طرفة الأصحاب: تصنيف الأشرف لابن رسول الغسّاني.
- لبُّ اللُّباب في تحرير الأنساب / للإمام جلال الدين السُّيوطي.
- عمدة الطَّالب في أنساب آل أبي طالب لابن عنبة المتوفي سنة 464هـ.
- إتحاف فضلاء الزَّمن بتاريخ ولاية بني الحسن: لمحمد بن علي الطّبري.
- منائح الكرم في أخبار مكة والبيت وولاة الحرم: لعلي بن تاج الدين السّنجاري.
- شبائك الذّهب في معرفة قبائل العرب: لأبي الفوز محمد البغدادي الشهير: بالسويدي.
- القواعد الُّؤلؤية في بعض أنساب الحسنية الهاشمية: للشريف محمد بن علي الحسني.
- نفخة الرَّحمان في بعض مناقب السيد أحمد دحلان: لبكري شطا، مؤسسة الكتب الثقافية – لبنان.
- سير وتراجم علماء من القرن الرابغ عشر للهجرة: لعمر عبدالجبّار، تهامة, الكتاب العربي 1967.
- نزهة الفكر – تراجم القرن الثاني والثالث عشر: لأحمد بن محمد الهاشمي – وزارة الثقافة السورية.
- زبدة السيرة النبوية، المجمل الصحيح المنقول من تاريخ حياة الرسول صلى الله عليه وسلم: للسيد عبد الله بن صدقة بن زيني دحلان المدرس بالمسجد الحرام: تحقيق السيد الدكتور ربيع بن صادق دحلان.